# Documentos del Pilar
Los Documentos del Pilar son una colección de 294 textos del siglo XII, casi en su totalidad particulares y referidos a Zaragoza y sus alrededores.

## Contenido
Además, de los 294 documentos, hay dos que son del siglo XI. Tres de todos esos documentos son anteriores a la reconquista de la ciudad y fueron traídos por los repobladores y agregados al archivo.
El lenguaje es latín medieval con muchos elementos romances navarro-aragoneses, siendo una fuente importante para conocer esta lengua en los siglos XI-XII. Quizás el texto que tenga más elementos romances sea el documento en el que los hijos de Don Alamán de Atrosiello Guillén Alamán y Arnal Alamán se reparten todas sus propiedades en Cornucena. Este texto, aunque con muchas palabras romances latinizadas (Murello, Molinello), escriben el artículo definido lo, la continuamente, en contra del uso en otros textos, donde se escriben las formas latinas illo, illa.
Es una fuente importante para conocer la toponimia y antroponimia aragonesa de la época. Se  ve la presencia de antroponimia altoaragonesa, navarra, occitana, mozárabe, judía y árabe. Interesantes son antropónimos hoy desaparecidos en aragonés como Florença, Bilita (manera de escribir Bellita), Locadia y otros. Hay presencia de topónimos romances de origen mozárabe o aragonés (Cascallo, Belchit, Orreia), que hoy han sido castellanizados (Cascajo, Belchite, Urrea) y también de topónimos árabes transmitidos hablantes de romance (Alcoleya), que duran hasta hoy castellanizados (Alcolea).